# Chata Ropička
Chata Ropička nebo Chata na Ropičce se nachází na mýtině ve vzdálenosti 160 m jihovýchodně pod vrcholem Ropičky v obci Morávka. Chata je nabízena k pronájmu pouze celá fyzickým i právnickým osobám. Pro veřejnost není přístupná.

## Historie
Byla vybudována v roce 1924 na místě původní chaty z let 1911 až 1913 postavené polským klubem PTT Beskid, která však v noci z 3. na 4. dubna 1918 do základů vyhořela. Vzhledem k politické situaci oné doby vystavěl tento spolek novou chatu na jiném místě (Velký Stožek) a pozemek zakoupil Klub československých turistů ve Slezské Ostravě, která zde vybudovala chatu novou (základní kámen položen 25. 5. 1924, slavnostní otevření 5. 10. 1924). V roce 1950 byla chata začleněna do tehdejší státem organizované tělovýchovné jednoty, a později pod různé spolky a podniky, které si zde vytvořily svá rekreační střediska, veřejnosti většinou nepřístupná. Po roce 1990 chata opět často měnila majitele a sloužila stále více soukromým účelům než okolo procházejícím turistům.

## Dostupnost
Chata je dostupná po cyklotrase 6083 vedoucí z obce Komorní Lhotka do Třince-Karpentné po turistických trasách:
- po  zelené turistické značce z Morávky
- po  zelené turistické značce z Komorní Lhotky z připojovací trasou:
  -  žlutou turistickou značkou z Řeky
- po  červené turistické značce z Dobratic (kolem chaty na Prašivé a chaty na Kotaři)
- po  červené turistické značce z Morávky Úspolka kolem chaty Slavíč